# Belgie na Zimních olympijských hrách 2018
Belgii na Zimních olympijských hrách 2018 reprezentovalo 22 sportovců (13 mužů a 9 žen) v devíti sportech.

## Medailisté
| Medaile | Jméno       | Sport          | Soutěž                         | Datum     |
| ------- | ----------- | -------------- | ------------------------------ | --------- |
| Stříbro | Bart Swings | Rychlobruslení | Závod s hromadným startem mužů | 24. února |